# Gianmarco Busca
Gianmarco Busca (* 30. listopadu 1965 Edolo) je italský římskokatolický duchovní a biskup Mantovy.

## Život
Narodil se 30. listopadu 1965 v Edolu.
Vstoupil do kněžského semináře. Teologické vzdělání získal na Institutu teologie Pavla VI. v Brescii. Dne 8. června 1991 byl arcibiskupem Brunem Forestim vysvěcen na kněze a inkardinován do diecéze Brescia. Stal se farním vikářem v Borno. Od roku 1994 studoval dogmatickou teologii na Papežské univerzitě Gregoriana v Římě. Po návratu se stal vicerektorem semináře v Brescii.
Od roku 2012 působil jako profesor dogmatické teologie na Vyšším institutu náboženských studií.
Dne 3. června 2016 jej papež František jmenoval biskupem Mantovy. Biskupské svěcení přijal 11. září z rukou biskupa Luciana Monariho a spolusvětiteli byli arcibiskup Bruno Foresti a biskup Roberto Busti. Úřadu se slavnostně ujal 2. října.